# Jake Abel
Jacob Allen "Jake" Abel (sinh ngày 18 tháng 11 năm 1987) là một nam người mẫu và diễn viên người Mỹ. Anh được biết tới với vai diễn Adam Milligan trong loạt phim Supenatural (2009-2010). Ngoài ra, anh còn tham gia các bộ phim khác như phim Percy Jackson & the Olympians: The Lightning Thief (2010), Percy Jackson: The Sea of Monsters (2013), I Am Number Four (2011), và The Host (2013).

## Cuộc đời và sự nghiệp
Abel được sinh ra tại Canton, Ohio, Mỹ con trai của Mike và Kim Abel. Anh có một người anh (em) trai. Vai đầu tiên của anh là trong bộ phim Go Figure (2005), vai Spencer. Sau đó anh có 1 vai khách mời định kì trong bộ phim khoa học viễn tưởng Threshold [...]
Ngày 9 tháng 11 năm 2013, anh kết hôn với Allie Wood.

## Vai diễn
Phim ảnh
| Năm  | Phim               | Vai diễn     | Ghi chú          |
| ---- | ------------------ | ------------ | ---------------- |
| 2005 | Go Figure          | Spencer Shay | Phim truyền hình |
| 2008 | Strange Wilderness | Cons         |                  |